# William Lewis (arbitro)
William Lewis (Brentford, 1º settembre 1860 – Brentford, 6 maggio 1916) è stato un arbitro di calcio e allenatore di calcio inglese.

## Carriera
Lewis iniziò la propria carriera nel mondo calcistico come arbitro, ma poi, dal 1900 al 1903, ricoprì la carica di direttore tecnico, e più tardi anche di allenatore, del Brendford.
Nel 1905 divenne il primo direttore del neonato Chelsea, e grazie ai suoi contatti nella FA riuscì ad iscrivere immediatamente la propria squadra nel campionato professionistico. Dopo le dimissioni di John Tait Robertson il 27 novembre 1906, assunse l'incarico di nuovo manager della formazione londinese. Sotto la sua guida, durante la sua unica stagione da allenatore dei Blues, il Chelsea venne promosso in First Division a discapito del Nottingham Forest. Quando pure lui si dimise dall'incarico di manager, venne rimpiazzato da David Calderhead.